# Stephanopis verrucosa
Stephanopis verrucosa är en spindelart som först beskrevs av Hercule Nicolet 1849.  Stephanopis verrucosa ingår i släktet Stephanopis och familjen krabbspindlar. Inga underarter finns listade i Catalogue of Life.